# Coupe du Liechtenstein de football 1996-1997
Navigation
Édition précédente Édition suivante

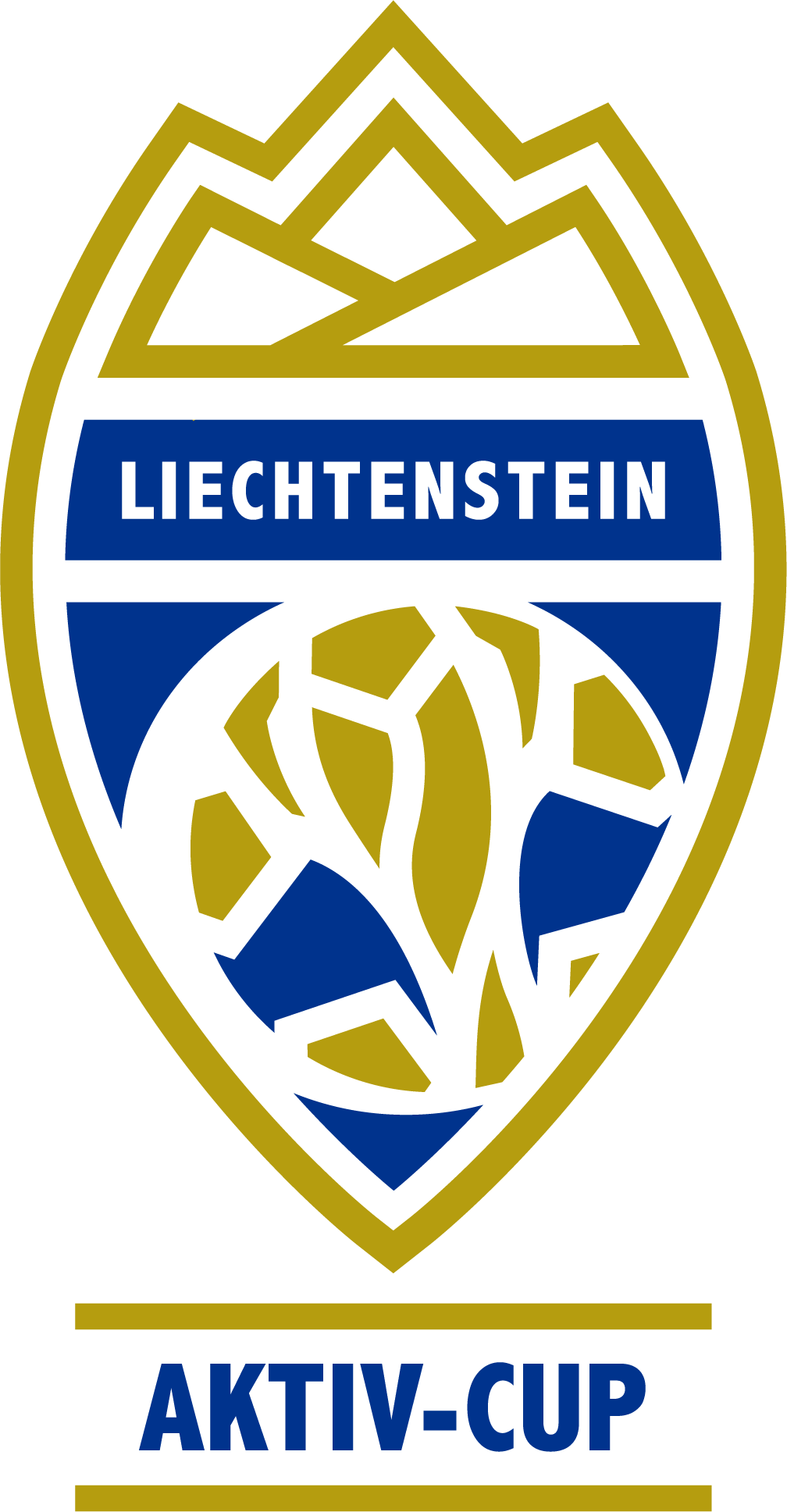
logo de la coupe de football du Liechtensteine

La coupe du Liechtenstein 1996-1997 de football est la 52e édition de la Coupe nationale de football, la seule compétition nationale du pays en l'absence de championnat.
La finale est disputée à Triesen, le 8 mai 1997, entre le FC Vaduz et le FC Balzers. 
Le FC Balzers remporte le trophée en battant le FC Vaduz. Il s'agit du 11e titre de l'histoire du club dans la compétition. Grâce à ce succès, le club assure sa participation à la prochaine édition de la Coupe d'Europe des vainqueurs de coupe.

## 1ertour
Le FC Vaduz et une équipe du FC Balzers sont exemptés de ce tour.
| Équipe 1          | Résultat | Équipe 2             |
| ----------------- | -------- | -------------------- |
| FC Ruggell        | 0 - 2    | FC Triesen           |
| FC Triesenberg II | 2 - 0    | USV Eschen/Mauren II |
| FC Triesen II     | 0 - 8    | FC Balzers           |
| FC Vaduz II       | 2 - 5    | FC Schaan            |
| FC Triesenberg    | 1 - 4    | USV Eschen/Mauren    |
| FC Ruggell        | 2 - 0    | FC Schaan Azzurri    |

1. ↑  On ne sait pas si la première ou la deuxième équipe a joué ce tour.

## Quarts de finale
| Équipe 1          | Résultat | Équipe 2          |
| ----------------- | -------- | ----------------- |
| FC Triesenberg II | 0 - 7    | FC Balzers        |
| FC Ruggell II     | 0 - 14   | FC Vaduz          |
| FC Balzers II     | 1 - 3    | USV Eschen/Mauren |
| FC Schaan         | 0 -2     | FC Triesen        |

## Demi-finales
| Équipe 1          | Résultat        | Équipe 2   |
| ----------------- | --------------- | ---------- |
| FC Triesen        | 1 - 2           | FC Vaduz   |
| USV Eschen/Mauren | 4 - 4 1 - 3 tab | FC Balzers |

## Finale
| 8 mai 1997 | FC Balzers | 3 - 2 ap | FC Vaduz | Triesen |  |
|            |            |          |          |         |  |

- Le FC Balzers se qualifie pour la Coupe d'Europe des vainqueurs de coupe 1997-1998.